# Студенческое движение в ФРГ и Западном Берлине (1960-е)
Немецкое студенческое движение в 1960-х годах являлось многослойным политическим движением, занимавшееся радикальной критикой и борьбой с режимом ФРГ в 1950—60-е годы.

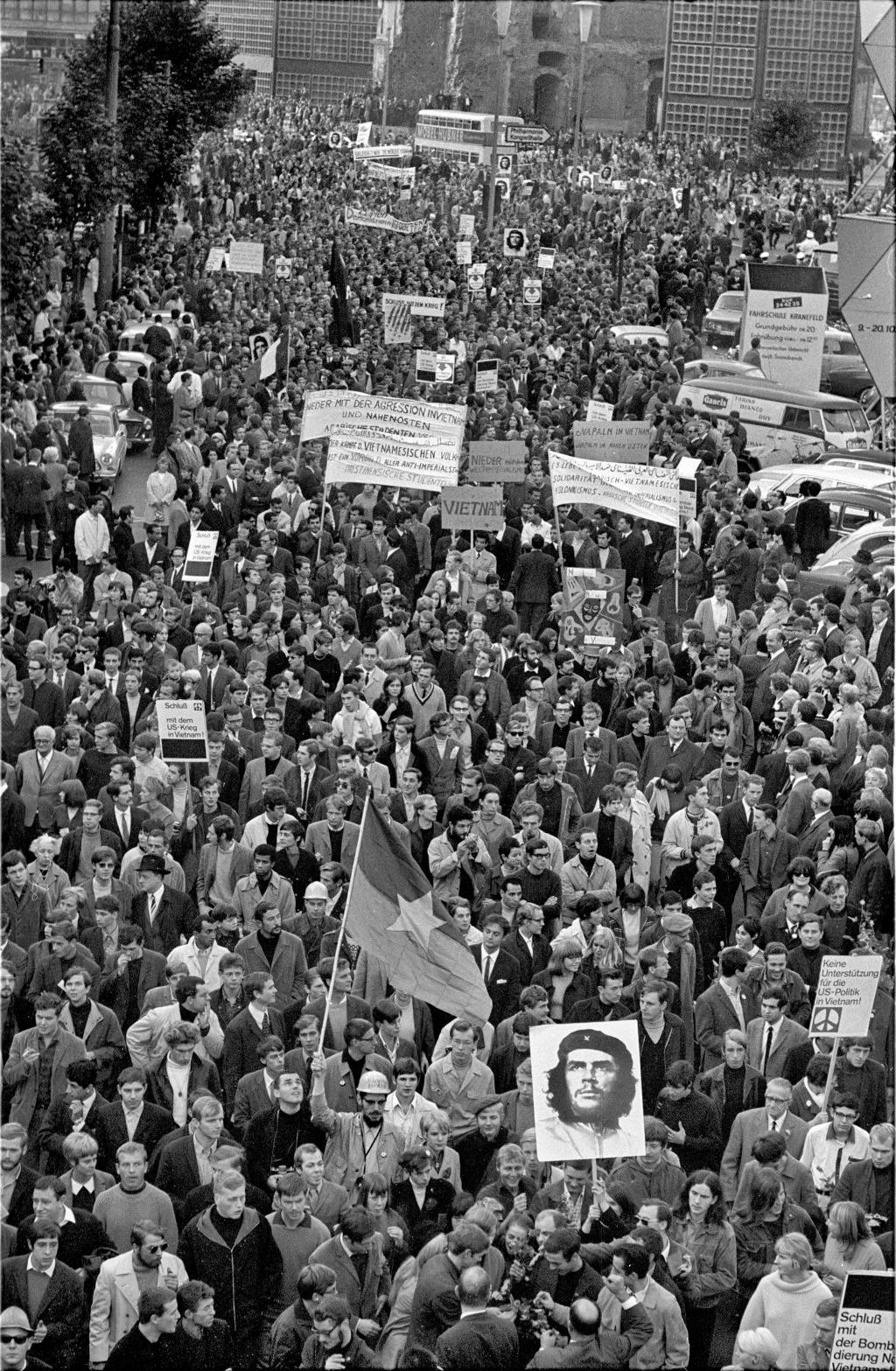
Демонстрация против Вьетнамской войны. Западный Берлин, 1968

Оно представляло собой часть международного студенческого движения, появившегося в США, находящееся под сильным влиянием Франкфуртской школы. Оно считало себя эмансипационным и по большей части антиавторитарным, то есть выступало против «господства людей над людьми». Также преобладали антикапиталистические позиции. При этом движение решительно отвергало существующие в «коммунистических государствах» системы, но были в нём и симпатизирующие тем или иным моделям социализма. Другой характерной чертой было осуждение прихода к власти в ФРГ «поколения палачей» из Третьего рейха, а также борьба с лицемерной сексуальной моралью 1950-х годов.
Немецкое студенческое движение тесно связано с историей Германии до и после Второй мировой войны. Несмотря на схожесть с другими студенческими движениями мира, немецкое движение исходило из своей непосредственной ситуации. Это относится в первую очередь к критике переосмысления национал-социалистического прошлого Германии, ставшего одной из главных причин возникновения и распространения движения, а также объектом его борьбы. В то же время в США антифашизм и критика капитализма не играли особой роли, в отличие от антирасистского движения за гражданские права. Во Франции же особенным было участие рабочих в событиях мая 1968 года.
Немецкое студенческое движение появилось в 1961 году, после того, как произошло отделение Социалистического союза немецких студентов (ССНС) от Социал-демократической партии Германии (СДПГ). Конец движения приходится на 1969 год, и основной причиной распада является разделение студенческого движения на борющиеся друг с другом группировки и течения после того, как в 1967 году полицейскими был застрелен студент Бенно Онезорг. Кроме того, к тому времени в ходе всеобщей постматериалистической эмансипационной переоценки идеалов в германском обществе из чисто студенческого движения появилось другое движение, охватывающее другие круги населения, и после образования Большой коалиции 1966 года выступающее как «внепарламентская оппозиция», чья радикальность переходила далеко за границы всеобщей переоценки идеалов, и поэтому была неспособна солидаризировать большинство населения.

## Коротко о движении
Студенческое движение США, Франции и других западноевропейских стран (вплоть до Турции) находилось на пике своей деятельности в 1968 году.
Центры студенческого движения в Германии были заметны во многих университетах, особенно основанная в 1963 году группа «Подрывное действие» и «Коммуна I». В 1966/67 годах после восстановления страны в 1950-е годы и формирования Большой коалиции (без влиятельной оппозиции в бундестаге) под руководством Социалистического союза немецких студентов (ССНС) возникла Внепарламентская оппозиция.
Решающим фактором для этой оппозиции, мобилизовавшим большие массы студентов, было убийство полицейскими студента Бенно Онезорга 2 июня 1967 года на демонстрации против визита иранского шаха Мохаммеда Реза Пехлеви в Берлин. Бульварная пресса (прежде всего «Бильд-Цайтунг»), усилила противоречия своими поляризованными сообщениями о происшедшем.
11 апреля 1968 года лидер студенческого движения Руди Дучке получил смертельно опасное ранение при попытке его убийства. Вслед за этим во многих западногерманских городах прошли демонстрации протеста, часть которых перешла в уличные побоища с полицией, напоминавшие гражданскую войну. В этих «пасхальных беспорядках» были убиты 2 человека в Мюнхене и около 400 человек по всей стране получили увечья. Покушение на Дучке и события мая 1968 года во Франции усилили начавшуюся радикализацию движения, которое в то же время всё больше стало разделяться на течения.
После движения 1968 года Андреас Баадер и Ульрика Майнхоф основали террористическую организацию «Фракция Красной Армии» (нем. Rote Armee Fraktion, RAF). В то же время значительная часть студенческого движения обратилась в сторону СДПГ с её тогдашним руководителем Вилли Брандтом. Другими следствиями движения 1968 года можно назвать «Зелёных» и другие движения за гражданские права типа движения геев. Однако охрана окружающей среды, защита животного мира и женское движение имеют давнюю традицию, уходящую корнями во времена правления кайзера Вильгельма и не являющуюся детищем 1960-х годов.

## Международное студенческое движение

### Начало
Джером Д. Сэлинджер в 1951 году написал книгу «Над пропастью во ржи», Джон Леннон пел в 1968 году о революции. Между этими явлениями в обществе произошли изменения, политические, культурные и социологические аспекты которых тесно переплетались.
После войны в Западной Европе происходило восстановление экономики и инфраструктуры, и с начала 1950-х годов начался резкий подъём экономики и благосостояния. При этом преступления национал-социализма в Германии были почти забыты. Однако интернационалистски настроенное молодое поколение всё больше стремилось к своим идеалам, к чему-то большему, чем обычная материальная обеспеченность. В 1950-е годы в Европе была популярна философия экзистенциализма, особенно работы Жана-Поля Сартра. Это была философия нового мышления, отвергавшая старые мировоззрения вроде религии. В центре внимания стоял индивид в необозримом и бессмысленном мире. Его разум был тем, что создавалось самим человеком, например через построение своей жизни или, совместно с другими, построение общества.
В США бит-поколение литераторов Джека Керуака, Уильяма Берроуза и Аллена Гинзберга в конце 1940-х годов сформировали свои взгляды на послевоенное общество, в которых пропагандировалась новая индивидуальная свобода от общественных норм.
Это время также известно как время культурных перемен, например в искусстве (Йозеф Бойс, Флуксус, поп-арт), а также в поп-культуре и молодёжной культуре (джинсы, затем брюки-дудочки и длинные волосы). В музыке возникли жанры «рок» и «поп». Для германской молодёжи музыкальным эталоном был Beat-Club.
В кинематографе такие режиссёры, как Годар или Райнер Вернер Фассбиндер создали «Новую волну» и авторское кино как ответ на кино 1950-х годов (национальное кино). Их работы также были выражением изменённого мировоззрения и смены поколений.

### Пик подъема и спад
Разобщённые одиночные протесты параллельно существовавших мировых студенческих движений достигли своего максимального накала между 1966 и 1969 годами. Эти движения критиковали:
- войну во Вьетнаме
- структуру высшего образования (требование демократизации вузов)
- представительную демократию (главный объект борьбы внепарламентской оппозиции)
- власть экономики и её последствия для общества
- технократию
- роль экспертов и авторитарной власти
- независимость правосудия
- ущемление прав женщин в обществе
- влияние СМИ на общество
- гонку вооружений в холодной войне
- общество потребления и связанное с ним загрязнение окружающей среды
- устаревшие соглашения, нормы и ценности, например о сексуальности или т. н. «вторичные ценности».

Во всём мире шёл протест против «истеблишмента», против конформизма, старшего поколения и его веры в прогресс, против всего лицемерного — например, против политики тогдашнего президента США Линдона Б. Джонсона и с 1969 года Ричарда Никсона и в Германии против «Большой коалиции» при федеральном канцлере Курте Георге Кизингере (от партии ХДС).
Сам протест стал культурным явлением после того, как звезды типа Джоан Баез (Joan Baez) пели на демонстрациях Free Speech Movement или такие режиссёры, как Микеланджело Антониони, создавали кинопамятники типа «Забриски-пойнт».

### Параллели
- в Японии появляется студенческое движение «Дзенгакурен».
- во Франции майские беспорядки перерастают во всеобщую забастовку.
- в Италии весь 1968-й год происходят протесты студентов и братания с бастующими рабочими, например на заводе «Фиат», а по всей стране проходят университетские забастовки и беспорядки.
- в Испании в 1969 году после студенческих протестов Франко вводит чрезвычайное положение.
- в Мексике происходит массовое убийство студентов (резня Тлателолко).
- в США действовало движение за гражданские права (англ. Free Speech Movement), движение против вьетнамской войны и субкультура хиппи и йиппи (англ. Youth International Party), перешедших в протестное движение 1968 года. Это движение продолжают в радикальной форме «Чёрные пантеры» и уэзермены.
- в Турции члены Турецкой рабочей партии (тур. Türkiye Isci Partisi — TIKP) во главе с Денизом Гезмишем (который тогда сам был студентом) оккупируют Стамбульский университет. Социалистические студенческие организации требовали более широких прав для университетов, реформу высшего образования и отказ от сотрудничества Турции с американским империализмом. Некоторые группы требовали проведения культурной революции наподобие Великой пролетарской культурной революции в Китае.

В странах Восточного блока также происходили, на первый взгляд, похожие события:
- в Польше в марте 1968 года произошли «мартовские беспорядки» в ответ на запрет постановки пьесы «Праздник мертвых» Адама Мицкевича и на антисионистскую поддержку арабских государств правительствами Восточного блока в Шестидневной войне.
- в тогдашней Чехословакии социал-реформисты, в первую очередь артисты (The Plastic People of the Universe), студенты и интеллектуалы требовали «социализма с человеческим лицом», что стало началом Пражской весны, которая была жестоко подавлена Советским Союзом, подобно Венгерскому восстанию 1956 года.
- в СССР в 1968 году существовало подобное протестное движение, действовавшее в более тяжёлых условиях и оказавшее гораздо меньшее влияние на общество, чем в Западной Европе.

В Китайской Народной Республике с 1966 года шла культурная революция. Но эта революция началась сверху и преследовала другие цели, поэтому её лишь условно можно сравнивать со студенческим движением в Европе, но для многих западных студентов эта Культурная революция служила примером для подражания.

### Последствия
В мировом студенческом движении в 1960-е годы участвовало не большинство студентов (кроме студентов в движении принимали участие школьники и рабочие), а меньшинство, которое от простого протеста против старшего поколения перешли к смене социальной и культурной парадигмы, ставшей в 1970-е годы частью мейнстрима (переоценка идеалов, мода, музыка, политический дискурс).
Перемещение (для получения образования или в результате политических преследований на родине, например, как это было в случаях Боливара Эчеверии и Бахмана Нируманда) и обмен опытом между левыми разных стран вели к интернационализации антиимпериалистического движения.
Подобно РАФ в Германии, в других странах как следствие движения 1968 года возникли леворадикальные организации: «Красные бригады» в Италии, «Японская красная армия», Симбионистская армия освобождения в США и др.

## Предшественники студенческого движения в Германии
История движения внепарламентской оппозиции начинается не в 1968 году. Уже в 1958 году происходили акции протеста против вооружения бундесвера атомным оружием («Борьба против атомной смерти»). На предшественников студенческого движения повлияла политизация общественности и внутренние социальные противоречия, особенно обостряющийся конфликт поколений. Но это движение следует отделять от движения 1968 года. Это различие характеризуется разницей между отсутствием идеологий во время до 1968 года и взрывом псевдонаучных и радикальных представлений 1968 года.
Родительское поколение, радикально откинувшее ценности нацистского времени и желающее жить буржуазно-цивильной, демократически-либеральной жизнью (поколение «гитлерюгенд»), заботилось лишь о материальном обеспечении, просто закрыв глаза на своё недавнее прошлое. Многие без всякого перерыва после 1945 года продолжали свою карьеру, начавшуюся ещё в Третьем рейхе. Многие судебные процессы над нацистскими преступниками большому количеству людей казались неудовлетворительными. Также в кино и литературе («Убийцы среди нас», «Государство СС») ещё до 1968 года критично излагалась тема нацистского прошлого. То, что критическое осмысление прошлого началось лишь в 1968 году, является «мифом 1968».

## Новейшая история студенческого движения в Германии

### 1950-е: протест против ремилитаризации и «движение пасхального марша»
Политизация германской общественности началась в 1950-е годы, в первую очередь по таким внешнеполитическим темам, как ремилитаризация ФРГ и интеграция Запада. Споры на эти темы отличались высокой эмоциональностью и широким участием публики. Споры вокруг проблемы оснащения бундесвера тактическим ядерным вооружением породили движение «Борьба против атомной смерти» под руководством интеллектуалов (Отто Хан — нем. Otto Hahn) и при широкой поддержке общественности, движение сопротивления реставрационной политике правительства Аденауэра. Это была совершенно новая форма политических разногласий не только в плане высокой мобилизации масс, но также по степени организованности движения. Народное движение быстро распалось после принятия бундестагом соответствующего законопроекта, но из его жесткого и пацифистски настроенного ядра образовалось другое движение — «движение пасхального марша», ставшее влиятельным в 1960-е годы, но не из-за его политических установок, а из-за численности, и оказавшее влияние на зарождающееся студенческое движение, пока ещё слишком размытое в своих целях.

### Национал-социалистическое прошлое
Судебные процессы против нацистских преступников, например, начавшийся в 1961 году процесс Айхманна в Израиле или освенцимский процесс во Франкфурте, внесли преступления национал-социалистической диктатуры в период 1933-45 годов в политическую повестку дня. Серьёзные разногласия были вокруг 20-й годовщины суда над преступлениями против человечества в 1964/65 годах, вызвавшей ожесточённые споры в бундестаге. В 1950-е годы многие, особенно молодое поколение, считали процесс денацификации в ранней ФРГ слишком мягким.